# Apanteles morroensis
Apanteles morroensis är en stekelart som beskrevs av Nixon 1955. Apanteles morroensis ingår i släktet Apanteles och familjen bracksteklar. Inga underarter finns listade i Catalogue of Life.